# Cadaba somalensis
Cadaba somalensis är en kaprisväxtart som beskrevs av Adrien René Franchet. Cadaba somalensis ingår i släktet Cadaba och familjen kaprisväxter. Inga underarter finns listade i Catalogue of Life.